# FK Dinamo Vologda
Maillots
Actualités
Le Dinamo Vologda (en russe : «Динамо» Вологда) est un club de football russe fondé en 1926 et basé à Vologda.
Il évolue en quatrième division russe depuis la saison 2023-2024.

## Histoire
Fondé en 1926 sous le nom Lokomotiv, le club évolue au niveau professionnel à partir de la saison 1966.
Après la dissolution de l'Union soviétique, le club est intégré dans la nouvelle deuxième division russe en 1992, où il se maintient une année avant de descendre à l'issue de la saison 1993. Il évolue par la suite en troisième division jusqu'à sa relégation administrative en 2012.
Après trois saisons en quatrième division, le club se retire des championnats nationaux en 2015 par manque de fonds.
Le club retrouve les divisions professionnelles lors de la saison 2022-2023.

## Bilan sportif

### Classements en championnat
La frise ci-dessous résume les classements successifs du club en championnat d'Union soviétique.
La frise ci-dessous résume les classements successifs du club en championnat de Russie.

### Bilan par saison
Légende
- Promotion en division supérieure
- Relégation en division inférieure

#### Période soviétique
| Saison | Championnat | Championnat | Championnat | Championnat | Championnat | Championnat | Championnat | Championnat | Championnat | Championnat | Coupe d'URSS        |
| Saison | Division    | Pos         | Pts         | J           | V           | N           | D           | BP          | BC          | Diff        | Coupe d'URSS        |
| ------ | ----------- | ----------- | ----------- | ----------- | ----------- | ----------- | ----------- | ----------- | ----------- | ----------- | ------------------- |
| 1966   | 3e Russie 2 | 14e         | 27          | 34          | 10          | 7           | 17          | 29          | 58          | -29         | —                   |
| 1967   | 3e Russie 2 | 11e         | 35          | 36          | 13          | 9           | 14          | 27          | 32          | -5          | Premier tour Q      |
| 1968   | 3e Russie 2 | 10e         | 40          | 38          | 13          | 14          | 11          | 47          | 40          | +7          | Troisième tour Q    |
| 1969   | 3e Russie 2 | 7e          | 39          | 34          | 14          | 11          | 9           | 36          | 27          | +9          | —                   |
| 1970   | 4e Russie 1 | 13e         | 27          | 32          | 9           | 9           | 14          | 29          | 35          | -5          | —                   |
| 1971   | 3e Zone 4   | 18e         | 33          | 38          | 10          | 13          | 15          | 26          | 49          | -23         | —                   |
| 1972   | 3e Zone 4   | 18e         | 26          | 36          | 7           | 12          | 17          | 29          | 57          | -28         | —                   |
| 1973   | 3e Zone 4   | 4e          | 40          | 34          | 17          | 10          | 7           | 49          | 32          | +17         | —                   |
| 1974   | 3e Zone 3   | 4e          | 51          | 38          | 21          | 9           | 8           | 62          | 38          | +24         | —                   |
| 1975   | 3e Zone 2   | 9e          | 34          | 34          | 11          | 12          | 11          | 38          | 41          | -3          | —                   |
| 1976   | 3e Zone 3   | 13e         | 39          | 40          | 14          | 11          | 15          | 42          | 39          | +3          | —                   |
| 1977   | 3e Zone 1   | 13e         | 34          | 40          | 13          | 8           | 19          | 36          | 34          | +2          | —                   |
| 1978   | 3e Zone 1   | 9e          | 52          | 46          | 19          | 14          | 13          | 45          | 33          | +12         | —                   |
| 1979   | 3e Zone 1   | 4e          | 60          | 46          | 22          | 16          | 8           | 55          | 38          | +17         | —                   |
| 1980   | 3e Zone 1   | 16e         | 23          | 36          | 7           | 9           | 20          | 31          | 51          | -20         | —                   |
| 1981   | 3e Zone 1   | 7e          | 36          | 32          | 14          | 8           | 10          | 50          | 36          | +14         | —                   |
| 1982   | 3e Zone 1   | 9e          | 31          | 30          | 10          | 11          | 9           | 30          | 26          | +4          | —                   |
| 1983   | 3e Zone 1   | 4e          | 40          | 30          | 16          | 8           | 6           | 52          | 33          | +19         | —                   |
| 1984   | 3e Zone 1   | 10e         | 34          | 32          | 14          | 6           | 12          | 38          | 35          | +3          | —                   |
| 1985   | 3e Zone 1   | 9e          | 37          | 32          | 15          | 7           | 10          | 55          | 41          | +14         | —                   |
| 1986   | 3e Zone 1   | 8e          | 31          | 30          | 11          | 9           | 10          | 35          | 32          | +3          | —                   |
| 1987   | 3e Zone 1   | 8e          | 32          | 32          | 12          | 8           | 12          | 38          | 30          | +8          | —                   |
| 1988   | 3e Zone 1   | 2e          | 52          | 38          | 22          | 8           | 8           | 67          | 36          | +31         | —                   |
| 1989   | 3e Zone 1   | 11e         | 45          | 42          | 15          | 15          | 12          | 46          | 43          | +3          | —                   |
| 1990   | 4e Zone 6   | 14e         | 19          | 32          | 7           | 5           | 20          | 27          | 54          | -27         | Seizièmes de finale |
| 1991   | 4e Zone 6   | 4e          | 62          | 42          | 26          | 10          | 6           | 75          | 38          | +37         | —                   |

#### Période russe
| Saison    | Championnat    | Championnat  | Championnat  | Championnat  | Championnat  | Championnat  | Championnat  | Championnat  | Championnat  | Championnat  | Coupe de Russie |
| Saison    | Division       | Pos          | Pts          | J            | V            | N            | D            | BP           | BC           | Diff         | Coupe de Russie |
| --------- | -------------- | ------------ | ------------ | ------------ | ------------ | ------------ | ------------ | ------------ | ------------ | ------------ | --------------- |
| 1992      | 2e Ouest       | 6e           | 37           | 34           | 15           | 7            | 12           | 51           | 43           | +8           | —               |
| 1993      | 2e Ouest       | 19e          | 30           | 42           | 10           | 10           | 22           | 36           | 65           | -29          | Cinquième tour  |
| 1994      | 3e Ouest       | 15e          | 29           | 40           | 8            | 13           | 19           | 38           | 64           | -26          | Premier tour    |
| 1995      | 3e Ouest       | 16e          | 44           | 42           | 12           | 8            | 22           | 43           | 65           | -22          | Premier tour    |
| 1996      | 3e Ouest       | 17e          | 36           | 38           | 10           | 6            | 22           | 39           | 62           | -23          | Quatrième tour  |
| 1997      | 3e Ouest       | 12e          | 50           | 38           | 14           | 8            | 16           | 44           | 51           | -7           | Premier tour    |
| 1998      | 3e Ouest       | 9e           | 59           | 40           | 16           | 11           | 13           | 52           | 46           | +6           | Quatrième tour  |
| 1999      | 3e Ouest       | 10e          | 56           | 38           | 15           | 11           | 12           | 45           | 38           | +7           | Deuxième tour   |
| 2000      | 3e Ouest       | 2e           | 67           | 36           | 19           | 10           | 7            | 53           | 30           | +23          | Troisième tour  |
| 2001      | 3e Ouest       | 5e           | 69           | 38           | 20           | 9            | 9            | 58           | 31           | +27          | Troisième tour  |
| 2002      | 3e Ouest       | 14e          | 41           | 38           | 10           | 11           | 17           | 40           | 47           | -7           | Quatrième tour  |
| 2003      | 3e Ouest       | 2e           | 63           | 36           | 19           | 6            | 11           | 53           | 33           | +20          | Troisième tour  |
| 2004      | 3e Ouest       | 8e           | 50           | 32           | 15           | 5            | 12           | 61           | 45           | +16          | Deuxième tour   |
| 2005      | 3e Ouest       | 2e           | 62           | 32           | 19           | 5            | 8            | 57           | 38           | +19          | Troisième tour  |
| 2006      | 3e Ouest       | 10e          | 49           | 34           | 14           | 7            | 13           | 49           | 50           | -1           | Deuxième tour   |
| 2007      | 3e Ouest       | 13e          | 33           | 30           | 8            | 9            | 13           | 30           | 34           | -4           | Quatrième tour  |
| 2008      | 3e Ouest       | 16e          | 39           | 36           | 10           | 9            | 17           | 42           | 58           | -16          | Troisième tour  |
| 2009      | 3e Ouest       | 8e           | 53           | 36           | 14           | 11           | 11           | 52           | 40           | +12          | Deuxième tour   |
| 2010      | 3e Ouest       | 4e           | 55           | 32           | 16           | 7            | 9            | 51           | 36           | +15          | Deuxième tour   |
| 2011-2012 | 3e Ouest       | 10e          | 60           | 45           | 15           | 15           | 15           | 62           | 63           | -1           | Deuxième tour   |
| 2011-2012 | 3e Ouest       | 10e          | 60           | 45           | 15           | 15           | 15           | 62           | 63           | -1           | Troisième tour  |
| 2012-2013 | 4e Anneau d'or | 5e           | 26           | 14           | 7            | 5            | 2            | 27           | 15           | +12          | —               |
| 2013      | 4e Anneau d'or | 9e           | 18           | 20           | 4            | 6            | 10           | 21           | 42           | -21          | —               |
| 2014      | 4e Anneau d'or | 11e          | 12           | 20           | 3            | 3            | 14           | 20           | 44           | -24          | —               |
| 2015-2019 | Club inactif   | Club inactif | Club inactif | Club inactif | Club inactif | Club inactif | Club inactif | Club inactif | Club inactif | Club inactif | Club inactif    |
| 2020      | 4e Anneau d'or | 1er          | 43           | 16           | 14           | 1            | 1            | 34           | 12           | +22          | —               |
| 2021      | 4e Anneau d'or | 1er          | 61           | 22           | 20           | 1            | 1            | 65           | 13           | +52          | —               |
| 2022-2023 | 3e Groupe 2    | 8e           | 27           | 22           | 7            | 6            | 9            | 24           | 36           | -12          | 128es de finale |
| 2023      | 4e Groupe 2    | en cours     | en cours     | en cours     | en cours     | en cours     | en cours     | en cours     | en cours     | en cours     | 64es de finale  |